# Kraftwerk Westfalen
Das Kraftwerk Westfalen ist ein stillgelegtes kohlebefeuertes Großkraftwerk der RWE Generation SE (bis 2000 VEW) im Stadtbezirk Hamm-Uentrop (Stadtteil Schmehausen) der Stadt Hamm am östlichen Ende des Datteln-Hamm-Kanals. Es bestand zuletzt aus dem 2014 in Betrieb genommenen Block E mit 800 MW, der mit Steinkohle befeuert und 2021 vom Netz genommen worden ist. Der ebenfalls neu gebaute Block D wurde 2015 noch in der Inbetriebnahmephase aufgrund schwerwiegender technischer und wirtschaftlicher Probleme stillgelegt.
Auf dem Kraftwerksgelände befindet sich außerdem der Thorium-Hoch-Temperatur-Reaktor-300 (THTR). Er ging 1983 in Betrieb und wurde vom Betreiber 1989 außer Betrieb genommen. Die Sprengung des THTR-Trockenkühlturmes in Schmehausen erfolgte am 10. September 1991. Die von Jörg Schlaich entwickelte, innovative Seilnetzbauweise des Kühlturms wurde beim Bau des Killesbergturms in Stuttgart wieder aufgegriffen.
Es gab ab etwa 1975 Überlegungen, auf dem Kraftwerksgelände auch ein Kernkraftwerk zu errichten (Kernkraftwerk Hamm). Dieser Plan wurde 1995 endgültig aufgegeben.

## Status und Geschichte

### Steinkohlen-Blöcke A, B, C und ConTherm-Anlage
Das Kraftwerk nahm 1963 mit zwei 152-Megawatt-Blöcken (A und B) seinen Betrieb auf. 1969 kam ein weiterer Block (Block C) mit einer Nettoleistung von 284 Megawatt hinzu. Während die Blöcke A und B noch für eine Mischfeuerung mit Öl ausgelegt waren, wurde Block C von vornherein für den alleinigen Einsatz von Steinkohle konzipiert. Diese wurde über den Datteln-Hamm-Kanal zum Kraftwerk gebracht; sie stammte aus dem Ruhrgebiet, später aus Osteuropa und aus Übersee (Australien, Südafrika und Südamerika). Zeitweise wurde auch Kohle aus Bergwerken an der Saar verfeuert.
Für den Antransport der Brennstoffe und den Abtransport der Verbrennungsprodukte wurde der Kanalendhafen Uentrop-Schmehausen genutzt. Der Kohlenlagerplatz des Kraftwerks hatte bis zum Jahre 2010 eine Kapazität von maximal 180.000 Tonnen Steinkohle. Ein solcher Vorrat genügte, um alle drei Kraftwerksblöcke mehr als einen Monat lang in Höchstlast zu betreiben.
1975 – nach der ersten Ölkrise – begannen Planungen für das Kernkraftwerk Hamm. Es sollte auf diesem Gelände entstehen, mit einem Druckwasserreaktor der Konvoi-Baureihe ausgestattet werden und 1990 ans Netz gehen. Die Planungen wurden nie umgesetzt.
Gegen Ende der 1980er Jahre wurde das Kraftwerk Westfalen mit einer Rauchgasentschwefelungs- und -entstickungsanlage ausgerüstet. Im Zuge dessen wurden zwei 150 Meter hohe Schornsteine durch einen neuen, 200 Meter hohen Kamin ersetzt.
2001 ging mit der ConTherm-Anlage eine dem Block C vorgeschaltete Pyrolyseanlage in Betrieb. Darin wurden durch Verschwelen von Ersatzbrennstoffen wie heizwerten Altkunststoffen, Sortierresten, sonstigem Abfall, Tiermehl und ähnlichem Rohmaterial Pyrolysegas und Pyrolysekoks erzeugt und anschließend im Block C verstromt. Am 11. Dezember 2009 stürzte in dieser Pyrolyseanlage der Schornstein ein und fiel auf das dazugehörige Gebäude. Ursache war eine fehlerhafte Isolierung, die zu enormer Hitzeentwicklung geführt hatte, durch welche der Stahl weich geworden war. Es entstand ein Sachschaden im sechsstelligen Bereich. Eine daraufhin durchgeführte Wirtschaftlichkeitsanalyse ergab, dass heizwertreiche Abfälle nicht mehr in dem Maße sortiert werden, wie es für den Prozess notwendig ist. Stattdessen landen die Materialien, oftmals der Inhalt von Gelben Säcken, in den Müllverbrennungsanlagen. Man beschloss, den umgestürzten Kamin nicht wiederaufzubauen.
Einige Jahre lang wurden bis zu fünfzehn Prozent der Feuerwärmeleistung des Kraftwerks genutzt, indem die Steinkohle mit anderen Stoffen versetzt wurde. Hierzu zählen Petrolkoks, Klärschlamm, außerdem Ersatz- bzw. Sekundärbrennstoffe wie Faserreststoffe, aufbearbeitete Siedlungs- und Gewerbeabfälle und Produktionsreste, die als „zu wertvoll“ für die klassische Müllverbrennung galten.
Die auf Mischfeuerung ausgelegten Blöcke A und B wurden grundsätzlich nur noch mit Steinkohle befeuert.
Die Blöcke A und B wurden im Februar 2011 vom Netz genommen und sind seit 2014 endgültig stillgelegt.
Block C wurde im März 2015 vom Netz genommen und wurde am 31. März 2016 endgültig stillgelegt.
Größtes Bauwerk der Anlage war mit einer Höhe von 122 Metern und einem Durchmesser von 92 Metern der Nasskühlturm des Blocks C. Zwei ältere Ventilatorkühltürme mit je 34 Metern Höhe ergänzten das Kühlsystem. Der Nasskühlturm wurde am 30. September 2021 kontrolliert gesprengt, die kleinen Kühltürme sollen ebenfalls abgerissen werden.

### Neubau Steinkohlen-Blöcke D und E

#### Planung
Im Februar 2007 stellte die RWE Power AG bei der zuständigen Bezirksregierung einen Bauantrag für ein mit Steinkohle befeuertes Doppelblock-Kraftwerk mit je 800 Megawatt Leistung auf dem Gelände des einst geplanten Kernkraftwerks Hamm, direkt neben dem stillgelegten Hochtemperatur-Reaktor THTR-300.
Ihre Abgase sollten über zwei Kühltürme mit jeweils 166,5 Metern Höhe (genauso hoch wie der nie errichtete Kühlturm des verworfenen Kernkraftwerks Hamm) geleitet werden, so dass kein Schornstein für das neue Kraftwerk erforderlich war. Verglichen mit alten Kohlekraftwerken gleicher Leistung und geringeren Wirkungsgrads sollten die neuen Blöcke die Kohlenstoffdioxid-Emissionen mit einem Nettowirkungsgrad von 46 % um 2,5 Millionen Tonnen pro Jahr reduzieren. Im Vergleich dazu weisen moderne Gas-und-Dampf-Kombikraftwerke einen Wirkungsgrad von über 60 % auf.
Die Blöcke D und E hätten – wenn sie durchgehend betrieben worden wären – jährlich zwischen 8,8 und 9,2 Millionen Tonnen CO2 ausgestoßen, vergleichbar mit dem Ausstoß von Honduras im Jahr 2007. Der neu zugebauten Kapazität von 1600 MW hätte am Standort Hamm nur eine abgeschaltete Kapazität von rund 600 MW (ab Anfang 2015 rund 900 MW) gegenübergestanden. Es wäre an diesem Standort voraussichtlich zu einem deutlichen Anstieg der Emissionen gekommen; Umweltverbände kritisierten dies. Ebenfalls wurde die fehlende Kraft-Wärme-Kopplung kritisiert.

#### Probleme bei den Bauarbeiten
Mit den Bauarbeiten für das Kraftwerk begann RWE Technology 2008. Der Grundstein wurde im Sommer 2008 im Beisein von Bundeskanzlerin Angela Merkel gelegt. Im Jahr 2010 wurde geplant, eine dritte Kohlehalde in Betrieb zu nehmen, die auch für den gesteigerten Bedarf der beiden neuen Kraftwerksblöcke für dreißig Tage Steinkohle vorrätig halten sollte.
Ursprünglich hatte man Mitte 2011 / Anfang 2012 für die Inbetriebnahme prognostiziert. Es zeigten sich aber umfangreiche Mängel an den beiden Kesselgerüsten; man baute sie ab und errichtete neue. Die zugehörigen Arbeiten begannen im März 2010. Dies führte zu Mehrkosten.
Anfang Oktober 2013 kam es während der Inbetriebnahme von Block D zu einer Störung: Salzsäure wurde in das Kesselspeisewasser eingeleitet. Die Menge betrug einige Kilogramm. Kesselrohre und eine Turbine wurden angegriffen. Block D sollte im Juni 2015 ans Netz gehen. Im September 2014 teilte RWE mit, dass aufgrund erneuter Probleme keine Prognosen zur Inbetriebnahme von Block D mehr abgegeben werden. Zwischen RWE und dem Kesselhersteller Alstom kam es wegen defekter Kessel zum Rechtsstreit. Im November 2014 wurde zudem bekannt, dass RWE Forderungen gegen Imtech wegen möglichen Betrugs erhebt, diese hatte auch Probleme mit dem Neubau des Berliner Flughafens und der Renovierung des Schauspiel Köln und ging 2015 in die Insolvenz. Im Dezember 2015 verkündete RWE, Block D nicht fertigzustellen, sondern stillzulegen, da die Wirtschaftlichkeit nicht mehr gegeben sei.
Block E nahm nach Angaben von RWE am 2. Juli 2014 den kommerziellen Betrieb auf.
Die gemeinsamen Kosten für die Blöcke D und E stiegen von 2 Milliarden Euro auf 2,4 bis 3 Milliarden Euro. Betroffen war auch eine Reihe von lokalen Stadtwerken, die am Kraftwerk finanziell beteiligt sind.

#### Netzanbindung
Der Netzanschluss und die Einspeisung des Blocks E erfolgten zunächst vollständig in das 380-kV-Höchstspannungsnetz des Übertragungsnetzbetreibers Amprion. Im August 2016 wurde von RWE ein zusätzlicher Anschluss an das 110-kV-Hochspannungsnetz des Verteilnetzbetreibers Westnetz errichtet. Durch einen Phasenschiebertransformator konnte die im Block E erzeugte Leistung seitdem nach Wahl der RWE entweder in voller Höhe bei Amprion oder auch teilweise bei Westnetz eingespeist werden.
RWE forderte für die Einspeisung bei Westnetz die Zahlung vermiedener Netzentgelte nach der Stromnetzentgeltverordnung. Die Bundesnetzagentur untersagte Westnetz deren Auszahlung an RWE. RWE legte Beschwerde gegen diese Untersagung vor dem Oberlandesgericht Düsseldorf ein. Das Gericht wies die Beschwerde zurück und stellte fest, dass es sich bei Block E um keine dezentrale Erzeugungsanlage handele. Der Bundesgerichtshof hat diese Auslegung der Stromnetzentgeltverordnung bestätigt.

#### Stilllegung
Der Ausstieg aus der Kohleverstromung in Deutschland veranlasste RWE mit dem verbleibenden Block E am Ausschreibungsverfahren zur Reduzierung der Verstromung von Steinkohleanlagen und Braunkohle-Kleinanlagen zum Gebotstermin 1. September 2020 teilzunehmen. Am 1. Dezember 2020 wurde das Ergebnis des Verfahrens von der Bundesnetzagentur öffentlich bekannt gegeben. Block E erhielt neben zehn weiteren Kohleblöcken einen Zuschlag, wodurch das Vermarktungsverbot am 1. Januar 2021 und das Kohleverstromungsverbot für diesen Block im Juli 2021 in Kraft trat. Anfang März zeigten die Übertragungsnetzbetreiber den Block als systemrelevant an. Die Bundesnetzagentur teilte am 1. Juni 2021 mit, dass die Systemrelevanz von Block E in der Bereitstellung von Blindleistung liegt, und forderte daher die zeitnahe Umrüstung der Generatoren in rotierende Phasenschieber, damit die Kohleverfeuerung eingestellt werden kann. Den Betrieb des Phasenschiebers sollte Amprion übernehmen, dieser ging im  Mai 2022 in Betrieb. Außerdem gingen im Dezember 2022 16 Biodiesel-Aggregate in Betrieb, die zu Spitzenlast-Zeiten liefern sollen.

## Batteriespeicher
Im Oktober 2022 entschied RWE am Standort einen Großbatteriespeicher mit einer Gesamtleistung von 140 MW und einer Kapazität von 151 MWh zu installieren, dies ist die eine Hälfte eines Projekts, dessen andere eine ähnliche aber kleinere Anlage am Standort Neurath ist. Der kombinierte Speicher beider Standorte besteht aus 690 Schränken mit Lithium-Ionen-Akkumulatoren und erbringt auch Regelleistung. Im Speichersystem kommen Batterien von Contemporary Amperex Technology, Wechselrichter des Typs Sunny Central Storage Up von SMA Solar Technology und Transformatoren von SGB-SMIT zum Einsatz. Die Anlage in Hamm ging im Dezember 2024 in Betrieb und die in Neurath im Februar 2025. Durch virtuelle Kopplung soll die Stromerzeugung aus RWE-Kraftwerken verstetigt werden.
Im März 2025 wurde bekannt, dass RWE den Großbatteriespeicher am Standort Hamm ausbaut. Auf insgesamt drei Batteriefeldern werden zwischen 2026 und 2028 Batteriespeicher mit einer Gesamtkapazität von 1,2 Gigawattstunden und 600 Megawatt Leistung aufgestellt. Hiermit würde sich die Gesamtkapazität des Großbatteriespeichers Hamm auf 1,35 GWh erhöhen.